# Abderrahim
Abderrahim (arabisch عبد الرحيم, DMG ʿAbd ar-Raḥīm)  ist ein männlicher Vorname. 

## Herkunft und Bedeutung
Der Name setzt sich aus den arabischen Elementen عبد ʿabd „Diener“ und رحيم rahim „barmherzig“ zusammen und bedeutet „Diener des Barmherzigen“ oder „Diener des Barmherzigsten“.
Da ar-Rahīm einer der 99 Namen Allahs ist, wird der Name Abderrahim als theophorer Name aufgefasst und mit der Deutung „Diener Allahs“ verstanden.

## Varianten
Vom Namen Abderrahim existieren folgende alternative Transkriptionen:
- Abd al-Rahim, Abd al-Rahman, Abd ar-Rahman
- Abdul Rahman, Abdul Raheem, Abdul Rahim, Abdul Raheim, Abdul Rahyme, Abdul Rahiym, Abdul Raheeme, Abdul Rehim, Abdul Reheem, Abdul Rehym, Abdul Rehyme
- Abdur Rahim, Abdur Rahman
- Abderrahim, Abderrahmane
- Abdurakhman (tschechisch)
- 'Ebdulrehman (kurdisch)
- Abdel Raheem, Abdel Rahim, Abdel Raheim, Abdel Rahyme, Abdel Rahiym

## Namensträger
- Abderrahim Goumri (1976–2013), marokkanischer Langstreckenläufer
- Abderrahim Ouakili (1970–2023), marokkanischer Fußballspieler
- Abderrahim Tounsi (1936–2023), marokkanischer Humorist
- Abderrahim el Ommali (* 1987), deutscher Rapper (Celo & Abdi)
- Abderrahime Bouramdane (* 1978), marokkanischer Marathonläufer

Eine Abwandlung des Vornamens, entstanden aufgrund unterschiedlicher Umschriften und Aussprachen, ist Abdurrahim:
- Abdurrahim Dursun (* 1998), türkischer Fußballspieler
- Abdurrahim Kubilay Ertan (* 1964), türkisch-deutscher Mediziner
- Abdurrahim Kuzu (* 1955), US-amerikanischer Ringer
- Abdurrahim Özüdoğru (1952–2001), türkisches Opfer der NSU-Morde

- Abdul Rahim Wardak (* 1940), afghanischer Politiker und General

### Familienname
- Mouni Abderrahim (* 1985), algerische Volleyballspielerin
- Souad Abderrahim (* 1964), tunesische Politikerin und Bürgermeisterin von Tunis